# (80451) Alwoods
(80451) Alwoods est un astéroïde de la ceinture principale.

## Description
(80451) Alwoods est un astéroïde de la ceinture principale. Il fut découvert le 1er janvier 2000 à Oaxaca de Juárez par James M. Roe. Il présente une orbite caractérisée par un demi-grand axe de 2,29 UA, une excentricité de 0,09 et une inclinaison de 5,7° par rapport à l'écliptique.

## Compléments